# 전정훈
전정훈(1975년 4월 12일 ~ 현재)은 대한민국의 연극 배우이다.

## 학력
- 한양대학교 연극영화학과 학사

## 출연

### 영화
- 2013년 《연애의 온도》 ... 다른지점 간부 역
- 2009년 《도시락》 ... 조 형사 역
- 2007년 《권순분 여사 납치사건》 ... 전 PD 역
- 2006년 《한반도》 ... 낭인 역
- 2005년 《공공의 적 2》 ... 취조받는 조폭 역
- 2003년 《실미도》 ... 정훈 역
- 2002년 《광복절 특사》 ... 보좌관 역

### 연극
- 2011년 아미시 프로젝트
- 2009년 굿닥터
- 2009년 한여름밤의 꿈
- 2007년 라인
- 2006년 뷰티풀 선데이